# 塞雪
塞雪（法語：Cessieu，法語發音：[sɛsjø]）是法国伊泽尔省的一个市镇，位于该省西北部，属于拉图尔迪潘区。

## 地理
塞雪（45°34'0"N, 5°22'36"E）面积14.35 平方千米，位于法国奥弗涅-罗讷-阿尔卑斯大区伊泽尔省，该省份为法国东南部内陆省份，北起顺时针与安省、萨瓦省、上阿尔卑斯省、德龙省、阿尔代什省、卢瓦尔省和罗讷省。
与塞雪接壤的市镇（或旧市镇、城区）包括：圣维克托德塞雪、塞雷赞德拉图尔、罗什图瓦兰、吕伊-蒙索、圣让德苏丹。

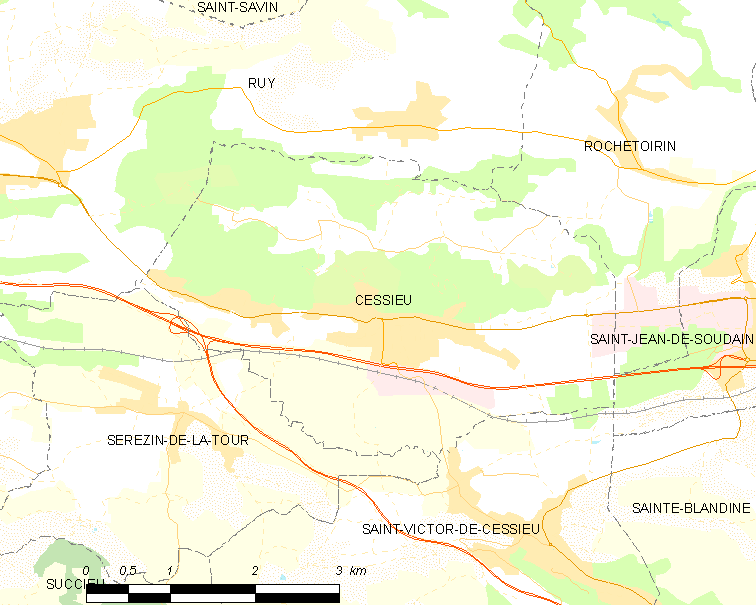
塞雪的OSM定位图

塞雪的时区为UTC+01:00、UTC+02:00（夏令时）。

## 行政
塞雪的邮政编码为38110，INSEE市镇编码为38064。

## 政治
塞雪所属的省级选区为拉图尔迪潘县。

## 人口

1962-2008年间塞雪人口变化图示

塞雪于2022年1月1日时的人口数量为3257人。